# Mistrzostwa Świata w Saneczkarstwie 2001
33. Mistrzostwa świata w saneczkarstwie 2001 odbyły się w dniach 23 - 25 lutego w kanadyjskim Calgary. W tym mieście mistrzostwa odbyły się już trzeci raz (wcześniej w 1990 i 1993). Rozegrane zostały cztery konkurencje: jedynki kobiet, jedynki mężczyzn, dwójki mężczyzn oraz zawody drużynowe. W tabeli medalowej najlepsze były Niemcy.

## Wyniki

### Jedynki kobiet
| Medal  | Zawodniczka          | Narodowość | Czas     | Strata  |
| ------ | -------------------- | ---------- | -------- | ------- |
| złoto  | Sylke Otto           | Niemcy     | 1:29.393 |         |
| srebro | Sylke Kraushaar      | Niemcy     | 1:29.681 | + 0.288 |
| brąz   | Barbara Niedernhuber | Niemcy     | 1:29.861 | + 0.468 |
| 4.     | Sonja Wiedemann      | Niemcy     | 1:30.271 | + 0.878 |
| 5.     | Angelika Neuner      | Austria    | 1:30.393 | + 1.000 |
| 6.     | Gabi Bender          | Niemcy     | 1:30.399 | + 1.006 |
| 7.     | Veronika Halder      | Austria    | 1:30.515 | + 1.122 |
| 8.     | Iluta Gaile          | Łotwa      | 1:30.606 | + 1.213 |

### Jedynki mężczyzn
| Medal  | Zawodnik          | Narodowość | Czas     | Strata  |
| ------ | ----------------- | ---------- | -------- | ------- |
| złoto  | Armin Zöggeler    | Włochy     | 1:30.139 |         |
| srebro | Georg Hackl       | Niemcy     | 1:30.485 | + 0.346 |
| brąz   | Markus Prock      | Austria    | 1:30.766 | + 0.627 |
| 4.     | Rainer Margreiter | Austria    | 1:30.895 | + 0.756 |
| 5.     | Robert Fegg       | Niemcy     | 1:30.932 | + 0.793 |
| 6.     | Denis Geppert     | Niemcy     | 1:31.037 | + 0.898 |
| 7.     | Wilfried Huber    | Włochy     | 1:31.040 | + 0.901 |
| 8.     | Jens Müller       | Niemcy     | 1:31.056 | + 0.917 |

### Dwójki mężczyzn
| Medal  | Zawodnicy                                 | Narodowość        | Czas     | Strata  |
| ------ | ----------------------------------------- | ----------------- | -------- | ------- |
| złoto  | André Florschütz/Torsten Wustlich         | Niemcy            | 1:28.628 |         |
| srebro | Steffen Skel/Steffen Wöller               | Niemcy            | 1:28.689 | + 0.061 |
| brąz   | Markus Schiegl/Tobias Schiegl             | Austria           | 1:28.896 | + 0.268 |
| 4.     | Gerhard Plankensteiner/Oswald Haselrieder | Włochy            | 1:29.051 | + 0.423 |
| 5.     | Patric Leitner/Alexander Resch            | Niemcy            | 1:29.152 | + 0.524 |
| 6.     | Grant Albrecht/Mike Moffat                | Kanada            | 1:29.180 | + 0.552 |
| 7.     | Kurt Brugger/Wilfried Huber               | Włochy            | 1:29.203 | + 0.575 |
| 8.     | Mark Grimmette/Brian Martin               | Stany Zjednoczone | 1:29.361 | + 0.733 |

### Drużynowe
| Medal  | Zawodnicy                                                                    | Narodowość           | Czas     | Strata  |
| ------ | ---------------------------------------------------------------------------- | -------------------- | -------- | ------- |
| złoto  | Georg Hackl/Sylke Kraushaar/Patric Leitner/Alexander Resch                   | Niemcy I             | 2:14.711 |         |
| srebro | Karsten Albert/Sylke Otto/Steffen Skel/Steffen Wöller                        | Niemcy II            | 2:15.317 | + 0.606 |
| brąz   | Tony Benshoof/Becky Wilczak/Mark Grimmette/Brian Martin                      | Stany Zjednoczone I  | 2:15.556 | + 0.845 |
| 4.     | Armin Zöggeler/Natalie Obkircher/Kurt Brugger/Wilfried Huber                 | Włochy I             | 2:15.697 | + 0.986 |
| 5.     | Markus Prock/Angelika Neuner/Markus Schiegl/Tobias Schiegl                   | Austria I            | 2:15.709 | + 0.998 |
| 6.     | Adam Heidt/Ashley Hayden/Chris Thorpe/Clay Ives                              | Stany Zjednoczone II | 2:16.115 | + 1.404 |
| 7.     | Tyler Seitz/Regan Lauscher/Grant Albrecht/Mike Moffat                        | Kanada I             | 2:16.526 | + 1.815 |
| 8.     | Reinhold Rainer/Nadja Unterholzner/Gerhard Plankensteiner/Oswald Haselrieder | Włochy II            | 2:16.767 | + 2.056 |

## Klasyfikacja medalowa
| Miejsce | Państwo           | złoto | srebro | brąz | Razem |
| ------- | ----------------- | ----- | ------ | ---- | ----- |
| 1.      | Niemcy            | 3     | 4      | 1    | 8     |
| 2.      | Włochy            | 1     | 0      | 0    | 1     |
| 3.      | Austria           | 0     | 0      | 2    | 2     |
| 4.      | Stany Zjednoczone | 0     | 0      | 1    | 1     |